# Kiyonobu Okajima
Kiyonobu Okajima (岡島 清延 Okajima Kiyonobu?), född 30 juni 1971 i Tokyo prefektur, är en japansk tidigare fotbollsspelare.
Okajima började sin karriär 1994 i Urawa Reds. 1995 flyttade han till Tokyo Gas. Han avslutade karriären 1997.